# Rogeno
Rogeno (Rògen in dialetto brianzolo) è un comune italiano di 3 038 abitanti della provincia di Lecco in Lombardia.

## Geografia fisica
Il territorio comunale di Rogeno si estende tra le rive meridionali del lago di Pusiano, ove si trova la frazione di Casletto, e la sponda orientale del Lambro, laddove è collocata la frazione di Maglio.

## Origini del nome
Il toponimo deriverebbe da aruggia, espressione tardo-latina per indicare una roggia.

## Storia
Se Casletto si suppone essere di origine celtica, durante il Medioevo el locho de Rozeno è attestato nella Squadra di Canzo.

### Simboli
Lo stemma comunale e il gonfalone sono stati concessi con decreto del presidente della Repubblica del 24 gennaio 1956.
Il gonfalone è un drappo partito di rosso e di bianco.

## Monumenti e luoghi d'interesse

### Architetture religiose

#### Parrocchiale dei Santi Cassiano ed Ippolito
La parrocchiale di Rogeno è dedicata ai santi Cassiano ed Ippolito, aperta al culto nel 1536, ma rimaneggiata all'inizio del Novecento. La chiesa conserva affreschi di Luigi Morgari, un paramento di Achille Ratti (i cui genitori erano rogenesi) e le reliquie di sant'Ippolito (traslate nel 1786 dalla soppressa chiesa milanese di Santa Elisabetta).

#### Altro
- Chiesa dei Santi Marco e Gregorio, a Casletto[9]

### Architetture civili

#### Villa Gadda
Villa Osnago Gadda, più semplicemente nota come Villa Gadda, si compone di tre corpi differenti, dei quali il più antico risale al XVI secolo. Già proprietà dell'avvocato Francesco Gadda - dal quale derivò poi il nome del complesso - la villa appartenne al politico italiano Giuseppe Gadda, il quale vi trascorse gli ultimi anni della propria vita fino alla morte, nel 1901. Situata nel centro del paese, la villa presenta una pianta a U, con l'apertura orientata in direzione di un grande parco.

#### Altro
- Ruderi del castello di Maggiolino[11]
- Ex-filanda Isacco[12]

### Altro

#### Monumento a Giuseppe Gadda
Nei pressi delle scuole elementari e del municipio si può ammirare un grande busto raffigurante il politico Giuseppe Gadda. Su di lui è stato scritto anche un libro dal titolo Un Lombardo al servizio dell'Italia unita: Giuseppe Gadda. Il monumento fu inaugurato alla presenza di Emilio Visconti Venosta e Achille Ratti.

#### Mulini di Maglio
La frazione di Maglio ospita alcuni mulini ad acqua, tra i quali il mulino Leone, risalente al Seicento.

## Società

### Evoluzione demografica
- 202 nel 1751
- 514 nel 1771 con le frazioni Calvenzana, Maggiolino, Molino del Leone e Molino del Maglio
- 629 nel 1803
- 811 dopo annessione di Casletto nel 1809
- 1 009 nel 1859
- 1 072 nel 1881
- 1 212 nel 1901
- 1 186 nel 1921
- 2 037 nel 1931 dopo annessione di Casletto avvenuta nel 1928
- 3 150 nel 2018

Abitanti censiti

### Religione
Qui erano residenti i genitori del sommo pontefice Papa Pio XI, nato però a Desio.
In occasione del 50º anniversario della sua morte è stato stampato un libro commemorativo dal titolo A ricordo di S.S. Pio XI nel 50º della scomparsa.

## Amministrazione
Il sindaco di Rogeno dal 27 maggio 2019 è Matteo Redaelli (lista civica Impegno comune).

## Sport
Qui risiedono il ciclista professionista Gabriele Bosisio e il bronzo olimpico nel bob a due Jennifer Isacco, oltre al pilota Omar Mambretti di Formula 2 e il nuotatore Marco Viganò. Presso il Palarogeno, centro sportivo polivalente, si svolgono gli incontri casalinghi del Lecco Calcio a 5, attualmente militante nel girone A della serie A2. A Rogeno inoltre visse fino al 2016 (anno della morte) il ciclista Giacomo Fornoni, medaglia d'oro alle olimpiadi di Roma del 1960.